# فرد أبوت
فرد أبوت (بالإنجليزية: Fred Abbott)‏ هو لاعب كرة قاعدة أمريكي، ولد في 22 أكتوبر 1874 في فارسايليس في الولايات المتحدة، وتوفي في 11 يونيو 1935 في لوس أنجلوس في الولايات المتحدة.

## وصلات خارجية
- فرد أبوت على موقعبيزبول رفرنس.كوم (الدوري الرئيسي) (الإنجليزية)
- فرد أبوت على موقعبيزبول رفرنس.كوم (الدوري الثانوي) (الإنجليزية)
- فرد أبوت على موقع مشجعي الرسوم البيانية (الإنجليزية)